# Tourterelle à collier
Streptopelia semitorquata
Espèce
Statut de conservation UICN

 LC  : Préoccupation mineure
La Tourterelle à collier (Streptopelia semitorquata) est une espèce d'oiseaux de la famille des Columbidae.

## Description
Elle possède des parties supérieures gris-brun sombre, et inférieures rose couleur de vin rouge. Elle possède un demi collier sur l’arrière du cou, noir. Elle mesure 30 à 35 cm de long.
Elle émet  une répétition grave et profonde de rrroo coo coo.
Il ne faut pas confondre cette tourterelle avec la Tourterelle turque (Streptopelia decaocto), la Tourterelle rieuse (Streptopelia risoria) ou encore la tourterelle domestique qui ont un aspect très proche avec un collier comparable.

## Répartition et habitat
La tourterelle à collier se limite à l’Afrique subsaharienne et à la péninsule arabique. Elle apprécie les zones cultivées, boisées, sèches comme humides, mais un minimum ouvert par endroits.